# Los Horcones, Zacatecas
Los Horcones är en ort i Mexiko.   Den ligger i kommunen Villa García och delstaten Zacatecas, i den centrala delen av landet, 400 km nordväst om huvudstaden Mexico City. Los Horcones ligger 2 400 meter över havet och antalet invånare är 170.
Terrängen runt Los Horcones är kuperad västerut, men österut är den platt. Los Horcones ligger uppe på en höjd. Runt Los Horcones är det ganska glesbefolkat, med 21 invånare per kvadratkilometer. Närmaste större samhälle är Villa García, 11,5 km väster om Los Horcones. Omgivningarna runt Los Horcones är i huvudsak ett öppet busklandskap.